# Orthotrichia aiema
Orthotrichia aiema is een schietmot uit de familie Hydroptilidae. De soort komt voor in het Australaziatisch gebied.